# Nannacara aureocephalus
Nannacara aureocephalus är en fiskart som beskrevs av Allgayer, 1983. Nannacara aureocephalus ingår i släktet Nannacara och familjen Cichlidae. Inga underarter finns listade i Catalogue of Life.